# 10382 Hadamard
10382 Hadamard (1996 RJ3) là một tiểu hành tinh vành đai chính được phát hiện ngày 15 tháng 9 năm 1996 bởi P. G. Comba ở Prescott.